# 亞克托里夫斯基波蒂克河
亞克托里夫斯基波蒂克河（羅馬化：Yaktorivskyi potik）是烏克蘭的河流，位於該國西部利沃夫州，屬於佩雷赫諾伊夫卡河的支流，發源自亞克托里夫，流經佐洛奇夫區，河道全長12公里，流域面積57.7平方公里。